# Tioacetamida
Tioacetamida é um composto organo-sulfuroso com a fórmula C2H5NS. Esse sólido cristalino incolor é solúvel em água e serve como fonte de ácido sulfídrico na síntese de compostos orgânicos e inorgânicos.
Tioacetamida é usada largamente na análise qualitativa como uma fonte de íons sulfeto. O tratamento de várias soluções aquosas de metais com uma solução de tioacetamida resulta nos seguintes sulfetos metálicos:
M2+  +  CH3C(S)NH2  +  H2O   →   MS  +  CH3C(O)NH2  +  2 H+  (M = Ni, Pb, Cd, Hg)

## Preparação
Tioacetamida é obtida pela reação da acetamida com pentassulfeto de fósforo:

CH3C(O)NH2  +  1/4 P4S10   →   CH3C(S)NH2  +  1/4 P4S6O4

## Estrutura
A porção C2NH2S da molécula é planar; as distâncias entre  C-S e C-N medem 1,713 e 1,324 Å,  indicando duas duplas ligações.